# 代尔夫特理工大学
代尔夫特理工大学（荷蘭語：Technische Universiteit Delft）是荷兰的理工大学，位于荷兰代尔夫特市，拥有超过15000名学生、2700多个研究人员(包括200多位教授)和1800多名工作人员，其航空工程，船舶工程，电子工程，水利工程，衛星遙測工程等学科在世界上都具有领先地位和卓越声望，她与意大利米兰理工大学，瑞典查尔姆斯理工大学，瑞士苏黎世联邦理工学院，德国亚琛工业大学構成IDEA联盟。根据英国泰晤士报高等教育版的排名，代尔夫特理工大学位列世界顶尖大学行列。

## 历史沿革
1842年1月8日荷兰国王威廉二世创办了“皇家工程学院”。 1905年5月22日，皇家工程学院更名为代尔夫特高等技术学院，在此期间学生人数大约有450人。起初所有学校建筑都座落在代尔夫特市中心，而于20世纪中叶被分化到了专门的大学区域。大学图书馆是学校最后一栋位于市中心的建筑，并1997年更址到校内来。1985年9月5日，学校更名为代尔夫特理工大学。

## 学术

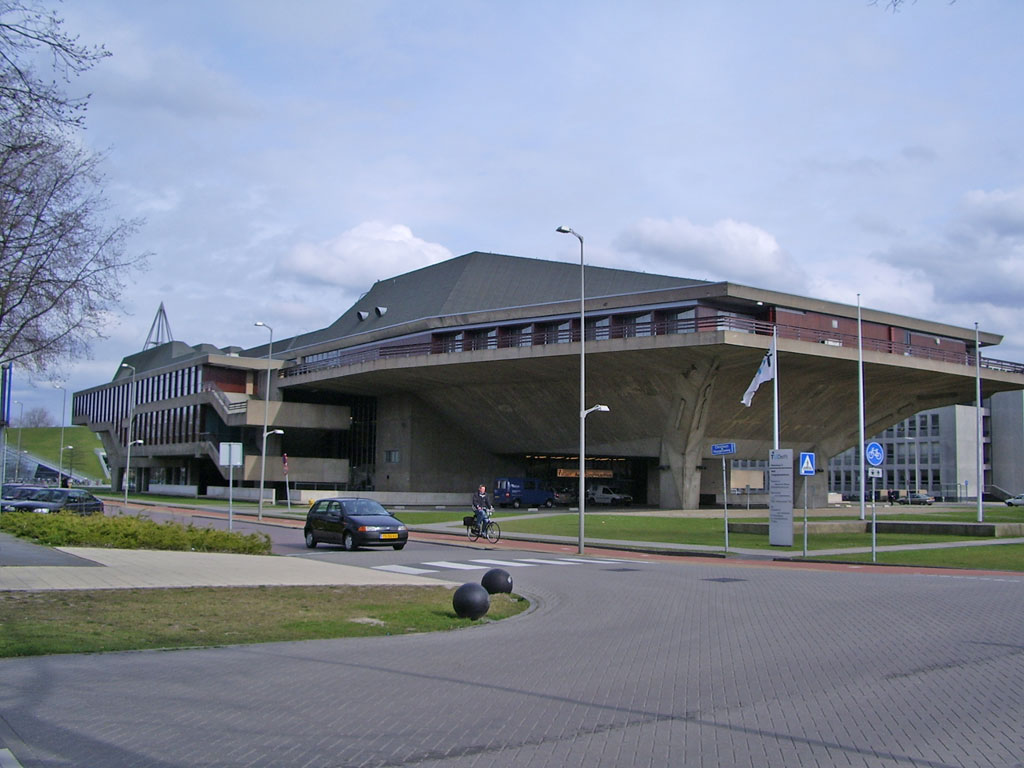
台夫特理工大学 Aula。

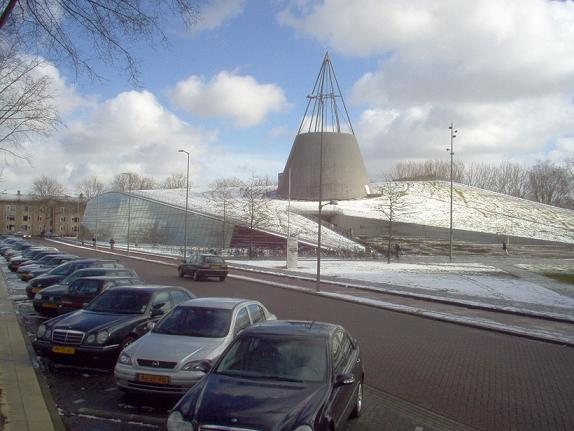
被大雪覆蓋的图书馆。

台夫特理工大學高品質的教學、科研水準在荷蘭國內和國際上都具有極高的知名度，得到包括美國"工程技術學會"——American Board of Engineering and Technology在內的許多國際技術組織的認可。每年，該校有185名學生獲得博士學位，有近4000篇論文在各類專業期刊上發表。治學嚴謹、注重基礎理論和應用技術研究，探討最新前沿科學理論已成為該校教學和學術研究的主導思想。
技術創新是台夫特理工大學研究工作的一個重要組成部分，除各個系／專業有許多研究小組外，學校還有三個被荷蘭教育、文化及科學部認可和支持的研究所。另外，學校還與其他大學共建8個研究所，其中6個是荷蘭國家級研究單位(Depth Strategy Studies)。該大學還與國際上很多著名的工業技術大學建立了廣泛的合作交流，與許多跨國公司和知名研究機構如飛利浦，殼牌石油等保持密切聯繫，因此許多學生有機會在這些機構中完成部分學業或研究工作，這也是其畢業生高品質工作和高薪金的保證。不足的是，由於學校定位于培養最具前瞻性和創造力的工程師，因此雖在應用科學和技術領域處於世界前列，但在人文和基礎科學領域相對較弱，諾貝爾獎獲得者人數相對世界其他著名理工大學較少。
台夫特理工大學具有一流的教學設施和科研設備，覆滿綠草的斜坡屋頂圖書館是學校的標誌性建築之一，有一百多萬冊藏書和大量的期刊雜誌，學生教師可以免費借閱。學校還有許多設備先進的實驗室，在微電子方面，有自己的晶片生產廠和研發中心。學校還有許多運動場所和設施供學生使用。學校的所在地-台夫特，是荷蘭的歷史名城。荷蘭王室的奠基人——奧蘭治的威廉就是在台夫特開始執掌政權的.直到今天，荷蘭王室的家族教堂仍然是在台夫特。荷蘭著名畫家楊·維梅爾和顯微鏡的發明人列文虎克也都是在該城出生,成名的。台夫特生產的瓷器——台夫特陶器曾是歐洲王室專用的陶器，在歐洲享有盛名。

## 科系设置
台夫特理工大學設有八個學院：
- ME：機械，船舶工程和材料工程
- BK：建築與人造環境
- CiTG：土木工程和地球科學遙感測繪
- EWI：電器工程，數學和計算機科學
- IO：工業設計工程
- LR：航空工程
- TPM：技術，政策和管理
- TNW：應用科學

## 大學教育
- 航空工程
- 应用地球科学
- 应用数学
- 应用物理
- 建筑
- 土木工程
- 计算机科学
- 电气工程
- 工业设计
- 生命科学和技术
- 船舶工程机械工程
- 分子科学和技术
- 系统工程
- 政策分析和管理

## 研究生项目

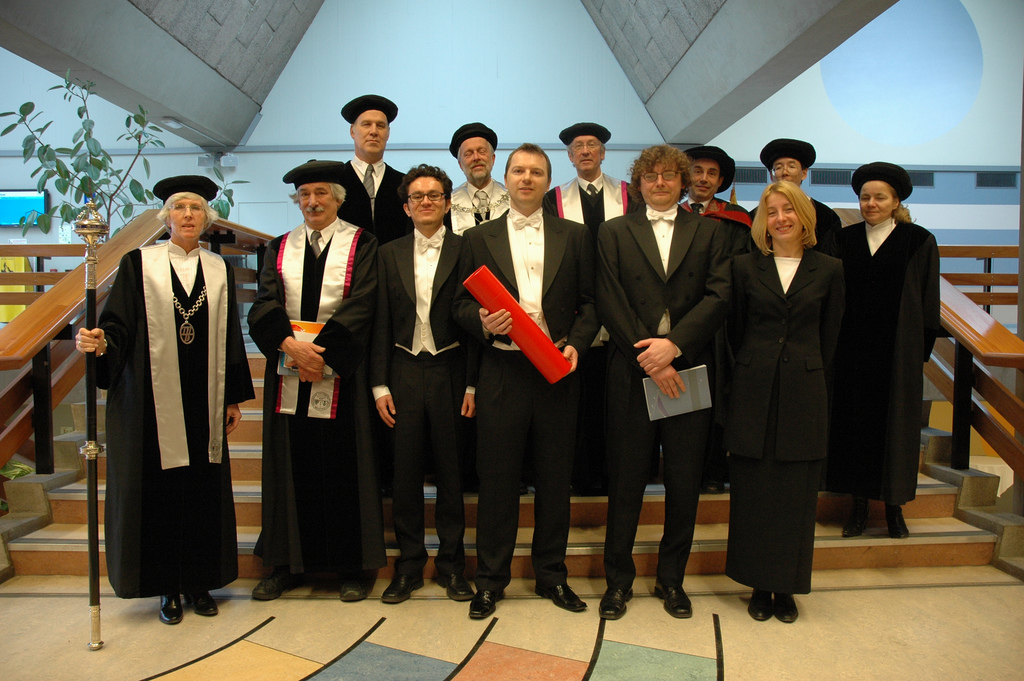
博士论文答辩委员会

- 航空太空工程学 
  - 航空太空工程
  - 地球科学

- 应用科学 
  - 应用物理学
  - 生化工程
  - 化学工程
  - 生命科学与技术
  - 纳米科学
  - 科学教育与通信
  - 教师项目(TULO)

- 建筑学 
  - 建筑学
  - 城市规划
  - 景观设计
  - 建筑技术
  - 建成环境管理

- 土木工程
  - 应用地球科学、遙感測繪學
  - 土木工程
  - 海洋工程学
  - 交通运输工程、基础设施与后勤学

- 电气工程、数学和计算机科学 
  - 应用数学
  - 计算机工程
  - 计算机科学
  - 电力电子
  - 微电子学
  - 通信
  - 嵌入式系统
  - 媒体与知识工程
  - 生物信息学

- 工业设计
  - 交互设计
  - 集成产品设计
  - 战略产品设计

- 机械，船舶工程和材料设计
  - 生物医学工程
  - 船舶工程
  - 材料学与工程学
  - 机械工程
  - 海洋工程
  - 系统与控制
  - 运输，基础设施与后勤学

- 技术、政策和管理
  - 工程与政策分析
  - 地球空間資訊科學 (Geomatics)
  - 技术管理
  - 系统工程，政策分析和管理
  - 交通，基础设施和物流

## 校园知名建筑
- Aula

建于1964年，由荷兰建筑师Jacob Bakema于设计。他是CIAM(现代建筑国际协会)成员之一。Aula有1大4小共计5个报告厅，底层现为学校的公共食堂。设计上Aula可以被认为是当时粗犷主义混凝土建筑风格的代表。面对中央绿地的飞碟状巨大悬挑使它具有了"UFO"的外号。
- 中央图书馆

建于1997年，由荷兰建筑事务所Mecanoo设计。中央图书馆以其巨大的生态草坡屋顶而闻名。
- Bouwkunde 建筑系馆

同样由Bakema设计的老建筑系馆于2008年毁于一场意外的火灾。之后学校决定将建筑系移至原为台夫特主楼的Julianalaan 134。在保持主体结构不变的情况下，这栋有100年以上历史的老建筑被一种非常荷兰的方式进行了改造，新的建筑系馆包括一条BK Street/建筑街（串联起包括书店，打印点，咖啡吧，酒吧以及各种学生社团组织，ICT服务等），建筑图书馆，模型大厅，餐厅，Orange Tribune/橙色讲堂，Berlage Zaal,Hyperbody Space等等。